# 하카마타 유타로
하카마타 유타로(일본어: 袴田 裕太郎, 1996년 6월 24일~)는 일본의 축구 선수이다.

## 구단 경력
그는 2019년 J2리그의 요코하마 FC에 입단했다. 2019년 J2리그 준우승으로 J1리그로 승격했다. 2021년까지 69경기에 출전하여, 2득점을 넣었다. 2022년 J1리그의 주빌로 이와타로 이적했다. 2022년 7월부터 2023년까지 J2리그의 오미야 아르디자에서 뛰었다. 2024년 J1리그의 도쿄 베르디로 이적했다.